# Ouled Addi Guebala
Ouled Addi Guebala là một đô thị thuộc tỉnh Msila, Algérie. Dân số thời điểm năm 2002 là 22.369 người.